# Nissin Foods
Nissin Productos Alimenticios Co., Ltd. (日清食品株式会社 Nisshin Shokuhin Kabushiki-gaisha?) (TYO: 2897,SEHK: 1475) es el nombre de una compañía japonesa que fabrica ramen instantáneo. La empresa fue fundada en 1948. Los fideos instantáneos y la copa de fideos, fueron inventados por el fundador de Nissin, Momofuku Andō en 1958.
Los productos de Nissin son populares en Asia, particularmente China y Hong Kong. También son muy conocidos en otros países como España,  México y Brasil.